# 南小谷村
南小谷村（みなみおたりむら）は長野県北安曇郡にあった村。現在の小谷村大字千国甲・千国乙・中小谷丙にあたる。

## 地理
- 山：東山、黒鼻山、八方山、岩戸山、阿弥陀岳、飛騨山脈（小蓮華山、乗鞍岳、フスブリ山）、赤倉山、稗田山、鵯峰
- 河川：姫川、楠川
- 湖沼：白馬大池

## 歴史
- 1875年（明治8年）3月1日
  - 筑摩県安曇郡千国村の大部分および石坂村・中谷村の各一部が合併して千国村となる。
  - 筑摩県安曇郡来馬村・石坂村の各大部分および千国村・中谷村・土谷村の各一部が合併して中小谷村となる。
- 1876年（明治9年）8月21日 - 千国村・中小谷村が長野県の所属となる。
- 1879年（明治12年）1月4日 - 郡区町村編制法の施行により、千国村・中小谷村が北安曇郡の所属となる。
- 1889年（明治22年）4月1日 - 町村制の施行により、千国村・中小谷村の区域をもって南小谷村が発足。
- 1958年（昭和33年）4月1日 - 中土村・北小谷村と合併して小谷村が発足。同日南小谷村廃止。

## 交通

### 鉄道路線
- 日本国有鉄道
  - 大糸線
    - 白馬大池駅 - 南小谷駅 - 中土駅

現在は旧村域に千国駅が所在するが、当時は未開業。

### 道路
- 国道148号